# 中村歌六 (3代目)
三代目 中村 歌六（なかむら かろく、嘉永2年4月16日（1849年5月8日） - 1919年（大正8年）5月17日）は明治時代の歌舞伎役者。俳名は獅童、屋号は播磨屋。定紋は揚羽蝶、替紋は蔓片喰。本名は波野 時蔵（なみの ときぞう）。

## 人物
初代中村歌六の三男として大阪島之内に生まれる。中村米吉の名で安政3年（1856年）大坂角の芝居で初舞台。明治元年（1868年）中村梅枝と改名。
翌年9月に中村時蔵と改名する。明治8年（1875年）、兄とともに上京。以後東京の舞台で九代目市川團十郎と共演した。のち中芝居に活動の場所を移し、明治41年（1908年）4月、東京明治座で『奥州安達原・袖萩祭文』の貞当と袖萩で三代目中村歌六を襲名する。晩年は市村座で子の初代中村吉右衛門の脇を務めたりする一方で歌舞伎座で老け役として活躍し後進の指導にあたった。
上方仕込みのこってりした味わいを持ち、立役、女形、老役など広い役をこなし丸本物にはかなりの力量をもっていた。ただ江戸時代の古風な芸風のため時代に合わず大成しなかった。袖萩のほか『伊賀越道中双六・沼津』の平作、『夏祭浪花鑑』の三婦、『義経腰越状』の五斗兵衛、『いろは仮名四十七訓・弥作の鎌腹』の弥作、『彦山権現誓助剱・毛谷村』の六助、などが当たり役。高橋誠一郎は「畸形的徳川文化の生み出した日本特有の歌舞伎演技を見出したという感に打たれた」と評している。七代目松本幸四郎は、若いころに、演じたことのない『沼津』の十兵衛を任されて途方に暮れていた時、平作役の歌六が観客に気づかれずに的確な助言を小声で与えて事なきを得、終わったら、楽屋で何食わぬ顔で念仏を唱えていたと証言している。
兄が二代目中村歌六、妻が芝居茶屋萬屋吉右衛門の娘・小川かめ、子には二代目中村時蔵（養子・早世）、小川かめとの間に初代中村吉右衛門、三代目中村時蔵、がいる他に妾である山本ろくとの間に十七代目中村勘三郎がいる。
現在の播磨屋系の芸はここから生まれている。
1975年、東京歌舞伎座で三代目歌六の五十回忌追善興行が十七代目中村勘三郎によって行われた。
1919年5月27日没。享年70。墓所は東京都台東区の西徳寺に所在する。法名は「自精院釋獅洞信士」。
1935年5月に西徳寺に初代中村吉右衛門が寄進した水瓶に、歌六と妻の法名が刻まれている。